# Raionul Vijnița (2020-)
Raionul Vijnița este un raion din Ucraina, în partea de vest a regiunii Cernăuți. Se învecinează cu regiunea Ivano-Frankivsk și a fost format în cadrul reformei administrativ-teritoriale din Ucraina din 2020. Reședință este orașul Vijnița. Are o suprafață de 1896,0 km2 (23,3% din suprafața regiunii) și o populație de 90,7 mii locuitori (2020).
Raionul este format din 9 hromade teritoriale .

## Istorie
În trecut teritoriul raionului făcea parte din raioanele Vijnița (1940-2020) și Putila din regiunea Cernăuți comasate în 2020.

## Demografie
Conform recensământului Ucrainean din 2001, în fostul raion Putila (în prezent, parte din raionul Vijnița) locuiau 39 de români. (20 moldoveni, 19 români)